# Ophira Eisenberg
Ophira Eisenberg (Calgary, Alberta, 1972) es una humorista, escritora y actriz canadiense.
Eisenberg apareció en The Late Late Show with Craig Ferguson, donde se le llamó después de que acudiera para dialogar.